# Октябрьский район (Оренбургская область)
Октя́брьский райо́н — административно-территориальная единица (район) и муниципальное образование (муниципальный район) в Оренбургской области России.
Административный центр — село Октябрьское.

## География
Октябрьский район находится в центральной части Оренбургской области. Граничит с Оренбургским, Александровским, Шарлыкским, Тюльганским и Сакмарским районами области, а также с Республикой Башкортостан. Площадь 2693 км².

## История
Район образован 1 января 1965 года.
9 марта 2005 года в соответствии с Законом Оренбургской области № 1921/358-III-ОЗ в составе района образовано 15 муниципальных образований (сельских поселений), установлены границы.
26 июня 2013 года в соответствии с Законом Оренбургской области № 1661/464-V-ОЗ в состав Белозёрского сельсовета включен упразднённый Успенский сельсовет.

## Население
| 2002    | 2003    | 2004    | 2009    | 2010    | 2012    | 2013    | 2014    | 2015    |
| ------- | ------- | ------- | ------- | ------- | ------- | ------- | ------- | ------- |
| 22 005  | ↘21 900 | →21 900 | ↗22 402 | ↘20 018 | ↗20 027 | ↗20 152 | ↘19 856 | ↘19 662 |
| 2016    | 2017    | 2018    | 2019    | 2020    | 2021    |         |         |         |
| ↘19 440 | ↘19 152 | ↘18 762 | ↘18 391 | ↘18 252 | ↘17 650 |         |         |         |

### Национальный состав
Русские — 14 267 чел. (71,6%), казахи — 1 977 чел. (9,9%), татары — 1 975 чел. (9,9%), башкиры — 660 чел. (3,3%), украинцы — 391 чел. (2,0%).В районе расположено башкирское село Первое Имангулово (ныне башкиро-татарское) и татарские населённые пункты Второе Имангулово, Биккулово, Новобиккулово (ныне татарско-русское).

## Председатели Октябрьского (Исаевского, Каширинского) райисполкома в 1917 - 1991 гг.
- Григорьев, Феоктист Никитович (3 марта 1920 г. - 8 декабря 1921 г.)
- Марченко, Алексей (8 декабря 1921 г. - 1 июля 1922 г.)
- Фурсов, Дмитрий Васильевич (1 июля 1922 г. - неизвестно)
- Измайлов, Федор Иванович (октябрь 1927 г. - декабрь 1928 г.)
- Багель (1 марта 1930 г.)
- Рамов Антон (5 апреля 1932 г.)
- Артищев, Архип Андреевич (19 июля 1933 г. - 20 октября 1933 г.)
- Фенин (1934)
- Галин, Ал. Ал. (30 мая 1934 г. - январь 1935 г.)
- Петраков, Федор Иванович (январь 1935 г. - 8 июля 1937 г.)
- Попов, Владимир Ермолаевич (8 июля 1937 г. - 7 октября 1937 г.)
- Ширяев, Иван Никифорович (7 октября 1937 г. - 24 декабря 1938 г.)
- Ковешников, Дмитрий Андреевич (24 декабря 1938 г. - 23 декабря 1939 г.)
- Рябко, Иван Иванович (23 декабря 1939 г. - 3 января 1940 г.)
- Коваленко, Олимпиада Емельяновна (3 января 1940 г. - 21 ноября 1940 г.)
- Епифанцев, Роман Тимофеевич (21 ноября 1940 г. - 11 июля 1941 г.)
- Карпов, Николай Михайлович (11 июля 1941 г. - 15 июля 1943 г.)
- Шелевальник, Виктор Александрович (15 июля 1943 г. - 17 ноября 1943 г.)
- Грудин, Макар Никонорович (17 ноября 1943 г. - 13 сентября 1949 г.)
- Логунов, Михаил Яковлевич (13 сентября 1949 г. - 20 февраля 1952 г.)
- Каверин, Иван Афанасьевич (20 февраля 1952 г. - 5 октября 1953 г.)
- Кириллов, Виктор Филиппович (5 октября 1953 г. - 25 января 1956 г.)
- Сорокин, Сергей Петрович (25 января 1956 г. - 30 декабря 1962 г.)
- Гончаров, Ефим Матвеевич (1 января 1963 г. - 16 января 1965 г.)
- Иванов, Михаил Данилович (16 января 1965 г. - 25 апреля 1975 г.)
- Фадеев, Александр Семенович (25 апреля 1975 г. - 28 января 1980 г.)
- Моисеев, Виталий Иванович (28 января 1980 г. - 29 августа 1984 г.)
- Есипов, Владимир Константинович (29 августа 1984 г. - 26 июня 1986 г.)
- Денисов, Алексей Гаврилович (26 июня 1986 г. - 19 мая 1988 г.)
- Медведев, Валерий Игнатьевич (19 мая 1988 г. - 3 декабря 1991 г.)

## Первые секретари Октябрьского (Исаевского, Каширинского) райкома партии
- Гжимайлов, Константин Алексеевич (17 февраля 1919 г.)
- Епифанцев (12 июня 1919 г.)
- Сумарев (20 июня 1919 г.)
- Петров, Григорий Иванович (27 октября 1919 г.)
- Логинов (10 октября 1920 г.)
- Иванников, Андрей Николаевич (1927 г.)
- Фреев, М.
- Шульман (1929 г.)
- Девиченский (1931 г.)
- Шумский (1932 г.)
- Суханов, А.М. (1933 г.)
- Фомичев (1934 г.)
- Попов, Александр Константинович (декабрь 1934 г. - 21 мая 1937 г.)
- Ющенко, Демид Кузьмич (21 мая 1937 г. - 29 февраля 1940 г.)
- Першенков, Сергей Иванович (29 февраля 1940 г. - 23 августа 1943 г.)
- Титков, Иван Михайлович (23 августа 1943 г. - август 1950 г.)
- Зленко, Николай Иванович (август 1950 г. - август 1954 г.)
- Воронов, Тимофей Иванович (10 августа 1954 г. - 20 марта 1959 г.)
- Рыбаков, Петр Миронович (20 марта 1959 г. - март 1962 г.)
- Востриков, Николай Иванович (16 января 1965 г. - 25 февраля 1966 г.)
- Книжник, Степан Андреевич (17 марта 1966 г. - 9 ноября 1972 г.)
- Попков, Григорий Иванович (9 ноября 1972 г. - 1 декабря 1976 г.)
- Жигунов, Константин Николаевич (1 декабря 1976 г. - 16 апреля 1986 г.)
- Фадеев, Александр Семенович (16 апреля 1986 г. - 6 мая 1988 г.)
- Денисов, Алексей Гаврилович (19 мая 1988 г. - 6 ноября 1991 г.)

## Главы администрации района
- Спицын, Алексей Иванович (3 декабря 1991 г. - 10 января 1997 г.)
- Кромский, Анатолий Семенович (10 января 1997 г. - 10 октября 2010 г.)
- Самойлов, Александр Владимирович (10 октября 2010 г. - 6 ноября 2020 г.)
- Ларшин, Андрей Васильевич (6 ноября 2020 г. - настоящее время)

## Территориальное устройство
Октябрьский район как административно-территориальная единица области включает 14 сельсоветов. В рамках организации местного самоуправления, Октябрьский муниципальный район включает соответственно 14 муниципальных образований со статусом сельских поселений (сельсоветов):
| №  | Муниципальное образование   | Административный центр    | Количество населённых пунктов | Население (чел.) | Площадь (км²) |
| -- | --------------------------- | ------------------------- | ----------------------------- | ---------------- | ------------- |
| 1  | Белозёрский сельсовет       | село Белозёрка            | 3                             | ↘501             | 213,32        |
| 2  | Булановский сельсовет       | село Буланово             | 2                             | ↘843             | 161,98        |
| 3  | Васильевский сельсовет      | село Васильевка           | 1                             | ↘447             | 170,91        |
| 4  | Ильинский сельсовет         | село Ильинка              | 3                             | ↘342             | 155,27        |
| 5  | Имангуловский сельсовет     | село Второе Имангулово    | 4                             | ↘1065            | 123,56        |
| 6  | Комиссаровский сельсовет    | село Комиссарово          | 3                             | ↘364             | 113,56        |
| 7  | Краснооктябрьский сельсовет | посёлок Краснооктябрьский | 10                            | ↘1506            | 331,13        |
| 8  | Марьевский сельсовет        | село Марьевка             | 3                             | ↘1233            | 173,85        |
| 9  | Нижнегумбетовский сельсовет | село Нижний Гумбет        | 4                             | ↘1300            | 322,58        |
| 10 | Новоникитинский сельсовет   | село Новоникитино         | 2                             | ↘830             | 126,45        |
| 11 | Новотроицкий сельсовет      | село Новотроицкое         | 1                             | ↘360             | 81,82         |
| 12 | Октябрьский сельсовет       | село Октябрьское          | 4                             | ↗8137            | 242,53        |
| 13 | Российский сельсовет        | посёлок Российский        | 3                             | ↘481             | 246,48        |
| 14 | Уранбашский сельсовет       | посёлок Уранбаш           | 3                             | ↘562             | 229,60        |

### Населённые пункты
В Октябрьском районе 46 населённых пунктов.
| №  | Населённый пункт  | Тип     | Население | Муниципальное образование   |
| -- | ----------------- | ------- | --------- | --------------------------- |
| 1  | Анатольевка       | село    | 31        | Имангуловский сельсовет     |
| 2  | Белозёрка         | село    | 441       | Белозёрский сельсовет       |
| 3  | Биккулово         | село    | 340       | Марьевский сельсовет        |
| 4  | Бригада 8         | хутор   | 0         | Краснооктябрьский сельсовет |
| 5  | Броды             | посёлок | 416       | Краснооктябрьский сельсовет |
| 6  | Буланово          | село    | ↘974      | Булановский сельсовет       |
| 7  | Васильевка        | село    | ↘447      | Васильевский сельсовет      |
| 8  | Верхний Гумбет    | село    | 256       | Нижнегумбетовский сельсовет |
| 9  | Взгорье           | посёлок | 199       | Краснооктябрьский сельсовет |
| 10 | Воскресеновка     | село    | 221       | Нижнегумбетовский сельсовет |
| 11 | Второе Имангулово | село    | 623       | Имангуловский сельсовет     |
| 12 | Зелёный Дол       | посёлок | 191       | Краснооктябрьский сельсовет |
| 13 | Ивановка          | село    | 32        | Уранбашский сельсовет       |
| 14 | Ильинка           | село    | 273       | Ильинский сельсовет         |
| 15 | Каменка           | село    | 406       | Марьевский сельсовет        |
| 16 | Кожевников        | хутор   | 4         | Краснооктябрьский сельсовет |
| 17 | Комиссарово       | село    | 303       | Комиссаровский сельсовет    |
| 18 | Краснооктябрьский | посёлок | 862       | Краснооктябрьский сельсовет |
| 19 | Красный Пахарь    | хутор   | 51        | Булановский сельсовет       |
| 20 | Кузьминовка       | село    | 175       | Нижнегумбетовский сельсовет |
| 21 | Людвиновка        | село    | 30        | Белозёрский сельсовет       |
| 22 | Максимовский      | хутор   | 8         | Комиссаровский сельсовет    |
| 23 | Мананников        | хутор   | 6         | Краснооктябрьский сельсовет |
| 24 | Марьевка          | село    | 676       | Марьевский сельсовет        |
| 25 | Междугорный       | посёлок | 245       | Октябрьский сельсовет       |
| 26 | Михайловка        | село    | 136       | Новоникитинский сельсовет   |
| 27 | Михайловский      | посёлок | 4         | Российский сельсовет        |
| 28 | Морозовский       | хутор   | 18        | Октябрьский сельсовет       |
| 29 | Нижний Гумбет     | село    | 916       | Нижнегумбетовский сельсовет |
| 30 | Новенький         | хутор   | 122       | Комиссаровский сельсовет    |
| 31 | Новобиккулово     | село    | 120       | Октябрьский сельсовет       |
| 32 | Новоникитино      | село    | 804       | Новоникитинский сельсовет   |
| 33 | Новотроицкое      | село    | ↘360      | Новотроицкий сельсовет      |
| 34 | Октябрьское       | село    | ↘7131     | Октябрьский сельсовет       |
| 35 | Первое Имангулово | село    | 374       | Имангуловский сельсовет     |
| 36 | Петровка          | село    | 140       | Ильинский сельсовет         |
| 37 | Портнов           | село    | 70        | Уранбашский сельсовет       |
| 38 | Российский        | посёлок | 582       | Российский сельсовет        |
| 39 | Салмыш            | посёлок | 259       | Имангуловский сельсовет     |
| 40 | Саргул            | хутор   | 0         | Краснооктябрьский сельсовет |
| 41 | Сенцовка          | село    | 29        | Ильинский сельсовет         |
| 42 | Токари            | хутор   | 2         | Краснооктябрьский сельсовет |
| 43 | Уранбаш           | посёлок | 632       | Уранбашский сельсовет       |
| 44 | Успенка           | село    | ↗306      | Белозёрский сельсовет       |
| 45 | Фёдоровский       | хутор   | 4         | Краснооктябрьский сельсовет |
| 46 | Шестимирский      | посёлок | 47        | Российский сельсовет        |

### Упразднённые населённые пункты
23 января 1998 года были упразднены хутора Барановский, Благодаровский и Зады.
26 сентября 2003 года были упразднены село Ивановка (Белозёрский сельсовет) и хутора Баткак и Кармала.
16 февраля 2005 года было упразднено село Ивановка (Нижнегумбетовский сельсовет).
11 марта 2008 года были упразднены посёлок Баевский и хутор Ягодный.

## Экономика
Промышленность района состоит, в основном, из обрабатывающих производств.
Сельскохозяйственная специализация района: зерновая и мясомолочная. В валовом сборе зерновых преобладают яровая пшеница и озимые культуры (рожь, пшеница). Выделяются также яровой ячмень и просо.